# La Nativitat (Retaules d'Illescas)
La Nativitat és una obra d'El Greco, realitzada a l'oli sobre tela entre el 1603 i el 1605, durant el seu últim període toledà. Es conserva a l'Hospital de la Caritat d'Illescas.
El Greco, per mitjà del seu fill, va aconseguir l'any 1603 un contracte per realitzar quatre quadres per la Capella major de l'Hospital de la Caritat de Illescas (Toledo). Els quadres corresponen al període tardà del pintor i encara que no poden ser contemplats a la Capella major per a la que van ser dissenyats, es troben a la sagristia de l'Hospital d'Illescas.
A l'inventari-I, realitzat per Jorge Manuel Theotocópuli després de la mort del mestre, hi consta un esbós per a aquesta pintura, com a "un nazimiento en círculo pequeño".

## Anàlisi de l'obra
Oli sobre llenç; 128 cm de diàmetre.
Procedeix de L'adoració dels pastors, que El Greco havia realitzat per al retaule de Doña María de Aragón, en aquest cas l'escena se simplifica a un Naixement, sense la presència dels pastors. El Greco pinta una escena obscura només interrompuda per la llum que emana de la figura del Nen Jesús. Així, el pintor intenta representa el moment quan el Món coneix la Llum Divina, i presenta el Nen com a la font de llum que guia la humanitat en el seu camí cap a la Veritat. En aquest llenç també s'aprecien escorços típics del pintor, com l'original intrusió del cap del bou en primer pla sota els peus de Maria, que emfatitza encara més la idea que aquests quadres van ser realitzats per ésser vistos des de sota.
Sant Josep porta un mantell groc i una túnica de color blau, que té la part inferior deteriorada i borrosa. La vestimenta de la Verge és la tradicional, una túnica rosa. El cap del bou té una banya llarga i afilada. En el centre del llenç apareixen els pilars de l'estable.